# Mottarone
Mottarone er en bjergtop i regionen Piemonte i Italien. Toppen af Mottarone ligger 1.491 m.o.h. Bjerget ligger mellem Omegna ved Lago d'Orta og Stresa ved Lago Maggiore.

## Adgang til toppen
Adgang til Mottarone fra Stresa sker med svævebanen (lukkede gondoler) Stresa-Alpino-Mottarone Svævebane. Ved Alpino (1.385 m.o.h.) ligger en bjergstation, hvor der er omstigning til en åben skilift, der bringer publikum det sidste stykke mod toppen. Ved Alpino ligger en botanisk have med talrige alpeplanter, efter sigende over 500 forskellige.
Man kan vælge at tage den sidste strækning til fods, der er ca. 30 minutters gang til toppen. Denne kan også nås med bil fra det nærliggende højfjeldshotel.

## Udsigten
Mottarone er regionens højeste punkt. Herfra er der 360° udsigt til bl.a. de Schweiziske Alper og det italienske bjergmassiv, herunder Monte Rosa. Der er flot udsigt over både Lago d'Orta og Lago Maggiore.

## Turisme
Bjerget er et velbesøgt turistmål. Om vinteren er der skiturister og om sommeren er det vandrere, mountainbikere og paraglidere, som besøger stedet.